# Syd Owen
Pour les articles homonymes, voir Owen.
Syd Owen, né le 28 février 1922 à Birmingham, mort le 16 janvier 1999, était footballeur anglais, qui évoluait au poste de défenseur à Luton Town et en équipe d'Angleterre.
Owen n'a marqué aucun but lors de ses trois sélections avec l'équipe d'Angleterre en 1954.

## Carrière de joueur
- 1946-1947 : Birmingham City
- 1947-1959 : Luton Town

## Palmarès

### En équipe nationale
- 3 sélections et 0 but avec l'équipe d'Angleterre en 1954.

### Avec Luton Town
- Finaliste de la Coupe d'Angleterre de football en 1959.
- Vice-Champion du Championnat d'Angleterre de football D2 en 1955.